# Grenze zwischen Albanien und Nordmazedonien

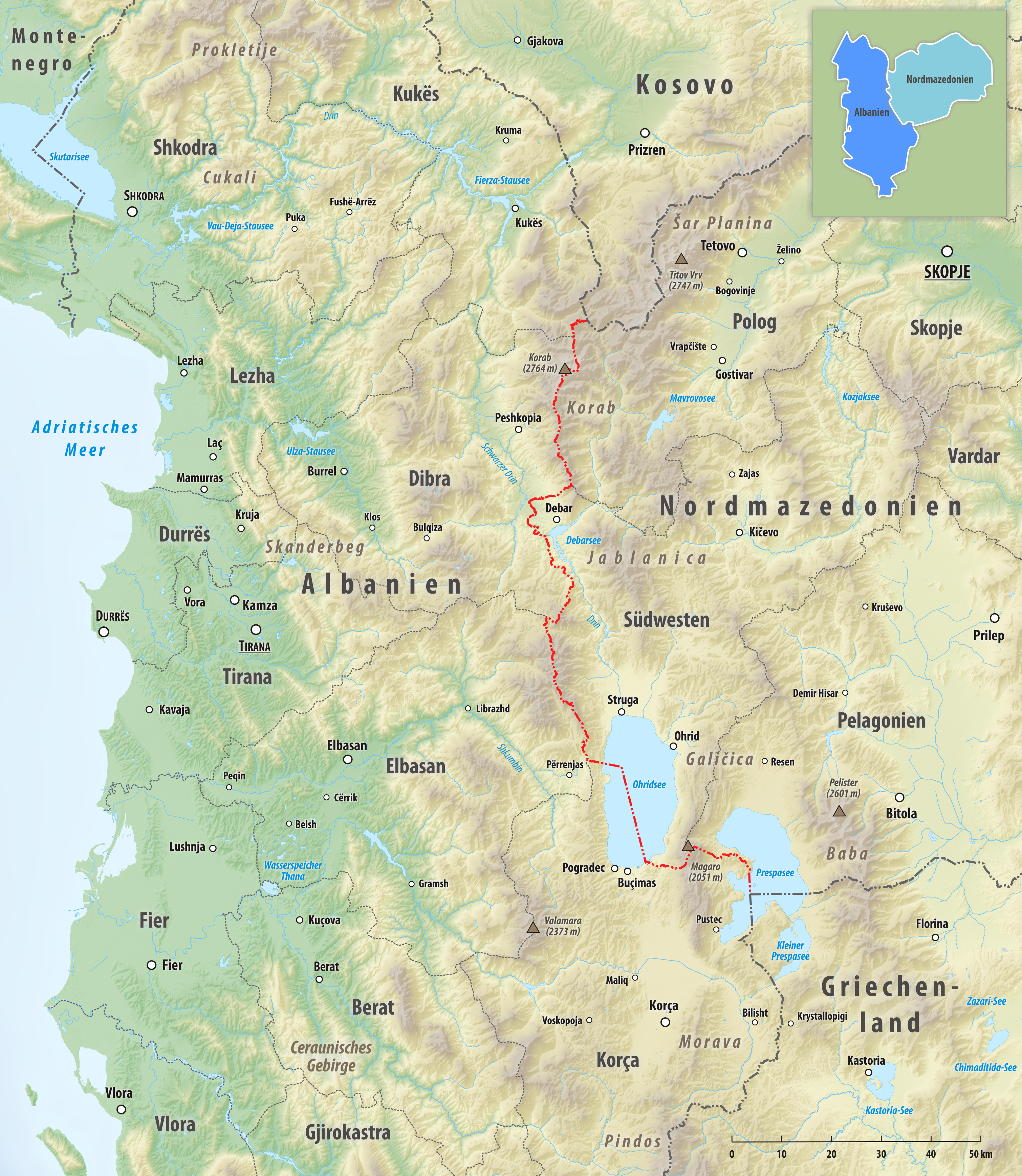
Grenzverlauf zwischen Albanien und Nordmazedonien

Die Grenze zwischen Albanien und Nordmazedonien trennt das Staatsgebiet der Republik Albanien von der Republik Nordmazedonien. Ihre Länge wird mit 151 Kilometern angegeben.
Die Grenze verläuft durch gemischtes Siedlungsgebiet. Viele Gebiete im Westen Nordmazedoniens werden von einer albanischen Mehrheit bewohnt. Albanisch ist auch zweite Amtssprache im ganzen Land. In Albanien leben slawische Mazedonier mehrheitlich in der Gemeinde Pustec am Prespasee, aber auch in der Region Golloborda im Qark Dibra.

## Verlauf
Im Norden nimmt die Grenze am Dreiländereck mit dem Kosovo, dessen Unabhängigkeit bisher nicht allgemein anerkannt ist, am Berg Maja Kësula e Priftit (2093 m ü. A.) am Übergang von Korabgebirge und Šar Planina ihren Anfang. Zehn Kilometer südwestlich verläuft die Grenze über den Korab (2764 m ü. A.), den höchsten Punkt der beiden Staaten. Sie verläuft in südliche Richtung weiter auf dem Grat des Korabgebirges. An dessen südlichem Ende, nördlich des nordmazedonischen Debar, biegt sie nach Westen zum Schwarzen Drin ab. Im Korabgebirge treffen die Schutzgebiete Naturpark Korab-Koritnik, Nationalpark Šar Planina und Mavrovo-Nationalpark aufeinander.
Dem Schwarzen Drin folgt sie zunächst nach Süden für rund zwölf Kilometer. Sie verläuft sodann weiter westlich des Schwarzen Drins durch das Jablanica-Gebirge (2257 m. i. J.) bis zur Qafë Thana südwestlich der Stadt Struga, von wo aus sie nach Osten zum Ohridsee abfällt.
Östlich des albanischen Pogradec erreicht sie zwischen Tushemisht und dem Kloster Sveti Naum das Südufer. Von dort führt sie nach Osten über den Gebirgszug des Mali i Thatë (2287 m ü. A.) zum Prespasee weiter, dessen Ufer sie südlich von Konjsko erreicht. Im See verläuft sie nach Süden bis zu dem im See liegenden Dreiländereck mit Griechenland südwestlich der Insel Golem Grad (kyrillisch Голем Град), die in Nordmazedonien liegt.

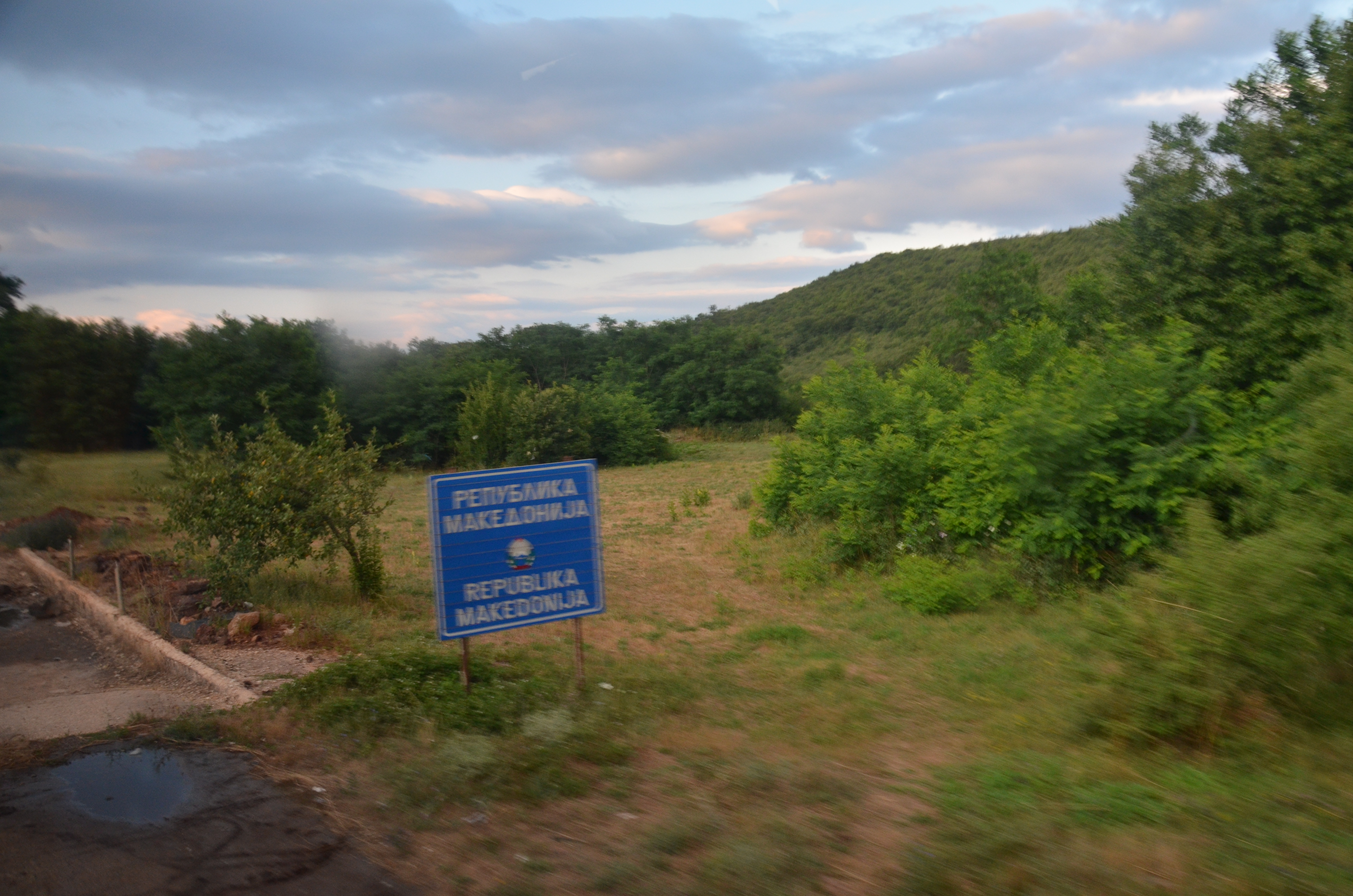
Grenzschild bei Qafë Thana (2017, vor der Namensänderung)
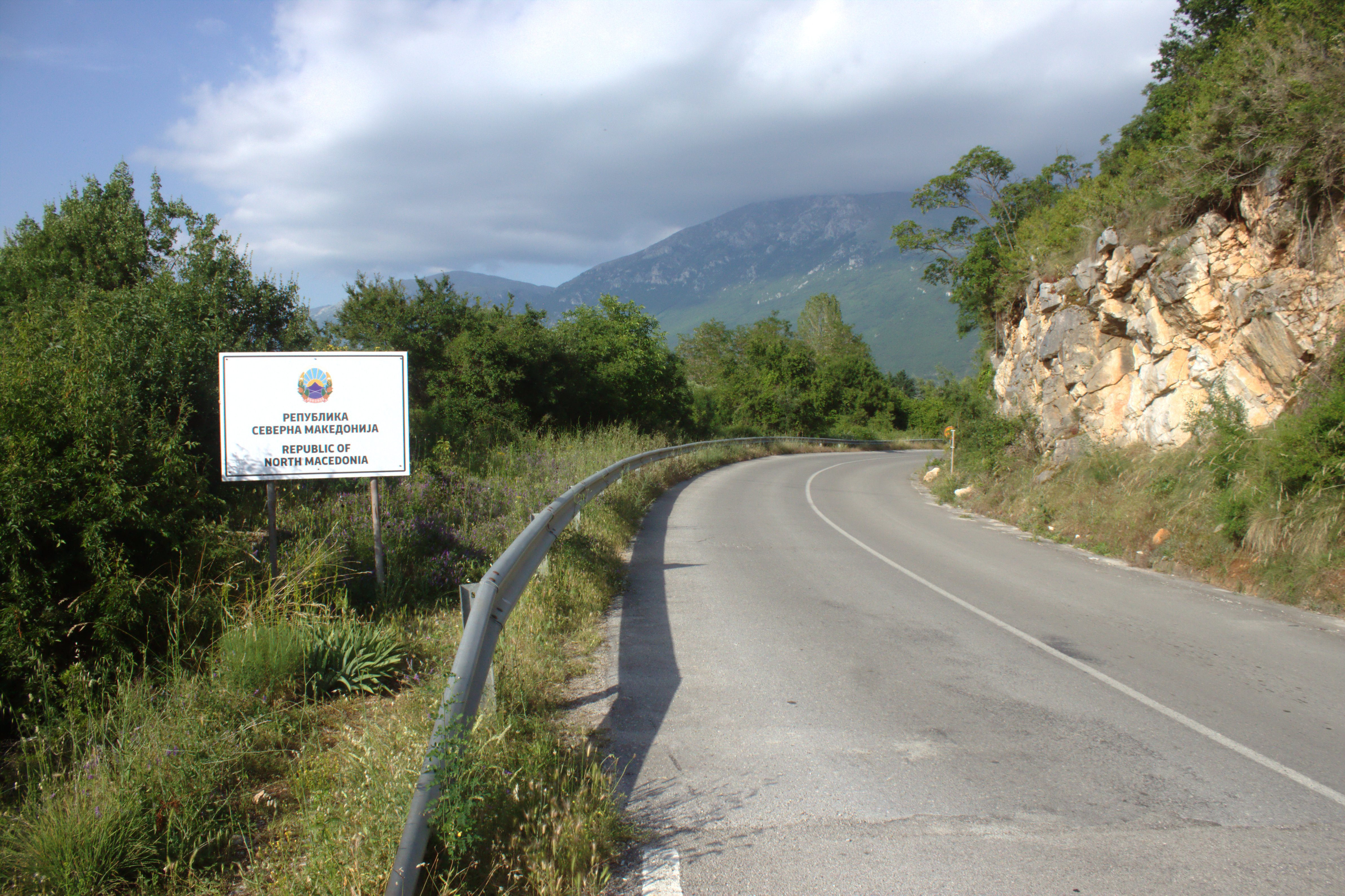
Grenzschild bei Sveti Naum (2019, nach der Namensänderung)

## Gemeinden an der Staatsgrenze (von Nord nach Süd)
| ALBANIEN      | ALBANIEN        | ALBANIEN          |                   | NORDMAZEDONIEN | NORDMAZEDONIEN      | NORDMAZEDONIEN |
| Qark (Region) | Gemeinde        | Grenz- übertritt  | Grenz- übertritt  | Gemeinde       | Statistische Region |                |
| ------------- | --------------- | ----------------- | ----------------- | -------------- | ------------------- | -------------- |
| Kosovo        |                 |                   |                   |                |                     |                |
| Kukës         | Kukës           |                   | K o r a b         |                | Gostivar            | Polog          |
| Dibra         | Dibra           |                   | K o r a b         |                | Gostivar            | Polog          |
| Dibra         | Dibra           | Mavrovo i Rostuše | K o r a b         |                |                     | Polog          |
| Dibra         | Dibra           |                   | K o r a b         | Debar          | Südwesten           |                |
| Dibra         | Bulqiza         |                   | G o l o b o r d a | Debar          | Südwesten           |                |
| Dibra         | Bulqiza         | Struga            | G o l o b o r d a |                | Südwesten           |                |
| Elbasan       | Librazhd        |                   | G o l o b o r d a |                | Südwesten           |                |
| Elbasan       | Librazhd        | J a b l a n i c a |                   |                | Südwesten           |                |
| Elbasan       | Librazhd        | Vevčani           |                   |                | Südwesten           |                |
| Elbasan       | Librazhd        | Struga            |                   |                | Südwesten           |                |
| Elbasan       | Përrenjas       |                   |                   |                | Südwesten           |                |
| Korça         | Pogradec        |                   |                   |                | Südwesten           |                |
| Korça         | Pogradec        |                   | O h r i d s e     |                | Südwesten           | Ohrid          |
| Korça         | Pogradec        | G a l i č i c a   |                   |                | Südwesten           | Ohrid          |
| Korça         | Pustec          |                   |                   |                | Südwesten           | Ohrid          |
| Korça         |                 | Resen             | Pelagonien        |                |                     |                |
| Korça         | P r e s p a s e | Resen             | Pelagonien        |                |                     |                |
| Griechenland  |                 |                   |                   |                |                     |                |

## Grenzübergänge
Zwischen den beiden Staaten bestehen die folgenden vier Grenzübergänge:
- Bllata (Gemeinde Dibra) – Spas (Gemeinde Debar)
- Trebisht (Gemeinde Bulqiza) – Džepište (Gemeinde Debar)
- Qafë Thana (Gemeinde Pogradec) – Ќafasan (Gemeinde Struga)
- Tushemisht (Gemeinde Pogradec) – Sveti Naum (Gemeinde Ohrid)
- Gorica (Gemeinde Pustec) – Stenje (Gemeinde Resen)

## Geschichte

Vorschläge für die Grenzen Albaniens von Frankreich und Russland (braun) und der provisorischen albanischen Regierung (hellorange) sowie das aktuelle Territorium der Republik Albanien (dunkelorange)

Der Verlauf der Grenze geht im Grundsatz auf den Ersten Balkankrieg zurück, in dem Albanien seine Unabhängigkeit erlangte. Die Grenzen Albaniens waren damals heftig umstritten und die Festlegung der albanischen Grenze blieb weit hinter dem albanischen Siedlungsgebiet zurück. Die Grenze wurde damals als serbisch-albanische Grenze festgelegt und blieb auch nach Errichtung des Königreichs der Serben, Kroaten und Slowenen (seit 1929 Königreich Jugoslawien) mit kleineren Korrekturen im Jahr 1921 und 1925 bestehen. 1925 hatte der spätere albanische König Ahmet Zogu Belgrad das Kloster Sveti Naum versprochen als Gegenleistung für politische, finanzielle und militärische Unterstützung, die ihm erlaubte, in Tirana wieder die Macht zu ergreifen.
Die italienische Okkupation Albaniens 1939 führte 1941 zu einer vorübergehenden Ausweitung des albanischen Gebiets auf Gebiete von Struga bis Tetovo („Großalbanien“), die von Albanern bewohnt werden. Nach dem Kriegsende wurde dies 1944 wieder rückgängig gemacht. Mit der Auflösung Jugoslawiens in den 1990er Jahren wurde die albanisch-jugoslawische Grenze unverändert zur albanisch-nordmazedonischen Grenze.